# 果园镇 (酒泉市)
果园镇，是中华人民共和国甘肃省酒泉市肃州区下辖的一个乡镇级行政单位。
2015年，甘肃省民政厅批复同意撤销果园乡，设立果园镇。

## 行政区划
果园镇下辖以下地区：
果园沟村、高闸沟村、中所沟村、西沟村、丁家闸村和小坝沟村。